# Djelloul Bakhti Nemmiche
Djelloul Bakhti Nemmiche (en arabe : جلول بختي نميش), né le 27 mars 1922 à Oran et mort le 22 juillet 1992 à Alger, est un homme politique algérien.

## Biographie

### Engagement dans le mouvement national algérien

#### Participation à l'attentat contre la poste d'Oran
Il travaillait au centre de la poste d'Oran à l'époque et l'opération Poste d'Oran était planifiée par l'organisation secrète, dans le but de collecter les fonds nécessaires à la préparation de la lutte armée, (la branche armée du Mouvement pour le triomphe des libertés démocratiques). Et cela après les massacres du 8 mai 1945, qui ont fait plus de 45 000 martyrs. La planification et la préparation de l'attaque du centre postal d'Oran au début de 1949 se déroulèrent dans le plus grand secret.
Un groupe de militants dont Hocine Ait Ahmed, Ahmed Ben Bella, Hamou Boutlélis, les frères Lounes, Omar Khattab, Belhadj Bouchaib (Si Ahmed) et Mohamed Khider, a réussi à mener à bien cette opération grâce à la participation de Nemmiche. Les informations fournies par ce dernier ont permis de sélectionner deux options, « soit attaquer le poste le lendemain du dépôt hebdomadaire d'importantes sommes d'argent » ou « intercepter le train qui transporte de l'argent et en provenance de Bechar ». La direction de l'organisation secrète a choisi la première proposition, qui a été programmée la première fois au départ, mars 1949.
Avant, elle a été reportée en raison d'une voiture endommagée. Après lui avoir fourni une voiture neuve, le groupe militant a commencé l'opération le 5 avril 1949, à 17 h 45 et s'est introduit par effraction dans la poste, où quelqu'un a fait semblant d'envoyer un télégramme pour employer l'ouvrier et permettre au reste d'entrer et de saisir la somme de 178,3 millions d'anciens francs français. "La somme a permis de financer les activités de l'organisation secrète et l'acquisition d'armes qui ont ensuite été utilisées lors du déclenchement de la révolution algérienne."

### Dans l'Algérie indépendante
- Il a travaillé comme directeur des études internationales au ministère de la Défense nationale, entre 1965 et 1966.
- Il a travaillé comme directeur du département d'Afrique au ministère des Affaires étrangères.
- Ambassadeur d'Algérie en Guinée, jusqu'au 1970.
- Secrétaire général du ministère de la Santé publique.
- Député puis président de la commission des affaires sociales de l'Assemblée populaire nationale en 1977.
- Ambassadeur d'Algérie en Mauritanie, en 1979.
- Ministre des Moudjahidine de 15 juillet 1980 au 12 avril 1986.
- Membre du Comité central du Front de libération nationale.